# Estoril Open 2017
Estoril Open 2017, oficiálně se jménem sponzora Millennium Estoril Open 2017, byl tenisový turnaj pořádaný jako součást mužského okruhu ATP World Tour, který se hrál v tenisovém areálu Clube de Ténis do Estoril na otevřených antukových dvorcích. Probíhal mezi 1. až 7. květnem 2017 v portugalském přímořském letovisku Cascais jako třetí ročník turnaje.
Turnaj s rozpočtem 540 310 eur a odměnami hráčům 482 060 eur patřil do kategorie ATP World Tour 250. Nejvýše nasazeným hráčem ve dvouhře se stal dvacátý hráč světa Pablo Carreño Busta ze Španělska. Jako poslední přímý účastník hlavní singlové soutěže nastoupil francouzský 106. hráč žebříčku Paul-Henri Mathieu.
Třetí singlový titul na okruhu ATP Tour vybojoval Španěl Pablo Carreño Busta, jenž poprvé triumfoval na antuce. Premiérovou společnou trofej ve čtyřhře získala americko-novozélandská dvojice Ryan Harrison a Michael Venus.

## Rozdělení bodů a finančních odměn

### Rozdělení bodů
| Soutěž  | vítězové | finalisté | semifinalisté | čtvrtfinalisté | 16 v kole | 32 v kole | Q  | Q3 | Q2 | Q1 |
| ------- | -------- | --------- | ------------- | -------------- | --------- | --------- | -- | -- | -- | -- |
| dvouhra | 250      | 150       | 90            | 45             | 20        | 0         | 12 | 6  | 0  | 0  |
| čtyřhra | 250      | 150       | 90            | 45             | 0         | —         | —  | —  | —  | —  |

### Finanční odměny
| Soutěž                              | vítězové | finalisté | semifinalisté | čtvrtfinalisté | 16 v kole | 32 v kole | Q | Q2     | Q1     |
| dvouhra                             | €85 945  | €45 265   | €24 520       | €13 970        | €8 230    | €4 875    | — | €2 195 | €1 100 |
| čtyřhra                             | €26 110  | €13 730   | €7 440        | €4 260         | €2 490    | —         | — | —      | —      |
| částka ve čtyřhře je uvedena na pár |          |           |               |                |           |           |   |        |        |

## Mužská dvouhra

### Nasazení
| Stát                          | Hráč                  | ATP | Nasazení |
| ----------------------------- | --------------------- | --- | -------- |
| Španělsko                     | Pablo Carreño Busta   | 20. | 1.       |
| Francie                       | Richard Gasquet       | 23. | 2.       |
| Lucembursko                   | Gilles Müller         | 28. | 3.       |
| Španělsko                     | David Ferrer          | 32. | 4.       |
| Argentina                     | Juan Martín del Potro | 33. | 5.       |
| Portugalsko                   | João Sousa            | 37. | 6.       |
| Spojené království            | Kyle Edmund           | 42. | 7.       |
| Francie                       | Benoît Paire          | 49. | 8.       |
| Žebříček ATP k 24. dubnu 2017 |                       |     |          |

### Jiné formy účasti
Následující hráči obdrželi divokou kartu do hlavní soutěže:
- David Ferrer
- Frederico Ferreira Silva
- Pedro Sousa

Následující hráči postoupili z kvalifikace:
- Salvatore Caruso
- João Domingues
- Bjorn Fratangelo
- Elias Ymer

### Odhlášení
před zahájením turnaje
- Federico Delbonis → nahradil jej  Guillermo García-López
- Nick Kyrgios → nahradil jej Renzo Olivo
- Daniil Medveděv → nahradil jej  Jevgenij Donskoj
- Juan Mónaco → nahradil jej  Gastão Elias
- Jošihito Nišioka → nahradil jej  Kevin Anderson
- Albert Ramos-Viñolas → nahradil jej  Júiči Sugita

v průběhu turnaje
- Juan Martín del Potro (soukromé důvody)[1]

## Mužská čtyřhra

### Nasazení
| Stát                                                                                   | Hráč           | Stát       | Hráč              | ATP  | Nasazení |
| -------------------------------------------------------------------------------------- | -------------- | ---------- | ----------------- | ---- | -------- |
| Austrálie                                                                              | Samuel Groth   | Švédsko    | Robert Lindstedt  | 95.  | 1.       |
| Nizozemsko                                                                             | Wesley Koolhof | Nizozemsko | Matwé Middelkoop  | 101. | 2.       |
| Nový Zéland                                                                            | Marcus Daniell | Brazílie   | Marcelo Demoliner | 102. | 3.       |
| Indie                                                                                  | Leander Paes   | Brazílie   | André Sá          | 114. | 4.       |
| Žebříček ATP k 24. dubnu 2017; číslo je součtem žebříčkového postavení obou členů páru |                |            |                   |      |          |

### Jiné formy účasti
Následující páry obdržely divokou kartu do hlavní soutěže:
- Felipe Cunha-Silva /  Frederico Gil
- Gastão Elias /  Frederico Ferreira Silva

## Přehled finále

### Mužská dvouhra
- Pablo Carreño Busta vs.  Gilles Müller, 6–2, 7–6(7–5)

### Mužská čtyřhra
- Ryan Harrison /  Michael Venus vs.  David Marrero /  Tommy Robredo, 7–5, 6–2